# Policastro Bussentino
Policastro Bussentino (o semplicemente Policastro) è la maggiore frazione e borgo più popoloso del comune di Santa Marina, in provincia di Salerno.

## Geografia fisica
Policastro si trova sulla costa tirrenica, al centro del golfo omonimo, all'interno del suo territorio scorre la parte finale del fiume Bussento (da cui "Bussentino") con la sua foce ad estuario. Sorge lungo la SS 18 e dista circa 5 km da Santa Marina. Le località costiere confinanti sono Capitello (frazione di Ispani a 2 km) e Villammare (frazione di Vibonati a 4 km).

## Storia

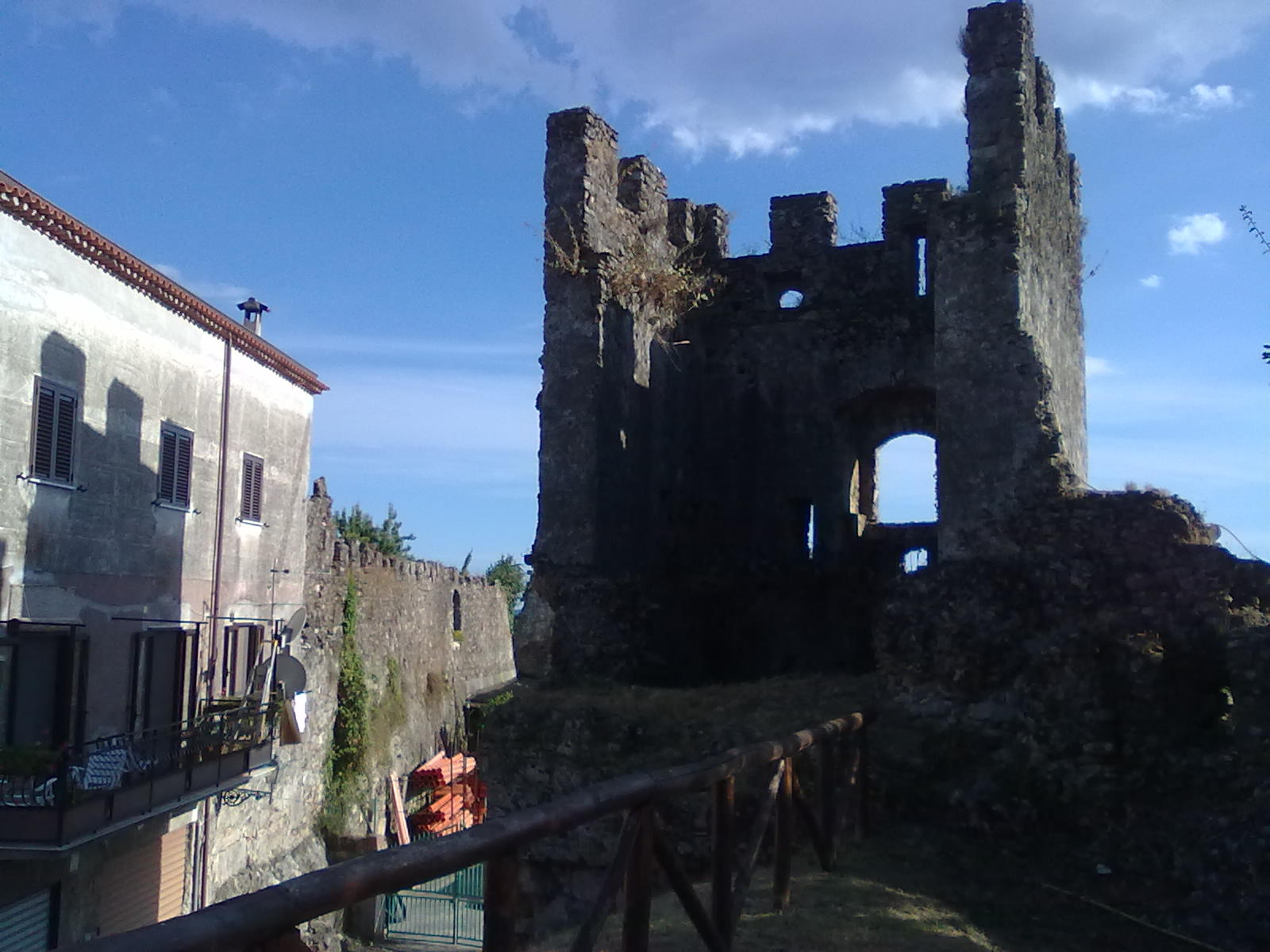
Particolare di un tratto delle mura

L'attuale frazione di Policastro era sorta presso la foce del fiume Bussento come colonia greca di Rhegion (Reggio Calabria) come base strategica per i commerci della città dello Stretto di Messina con il Golfo di Taranto collegato attraverso il fiume Siris nel 471 a.C. con il nome di Pyxous (Pixunte), dotata di una cinta muraria. Divenne poi romana nel II secolo a.C. con il nome di Buxentum. Fu dagli inizi del VI secolo sede vescovile. Nel VII secolo fu sede di un castello bizantino e prese il nome di Policastro (Πολύκαστρον in greco bizantino: "citta con molti castelli").
Entrata a far parte nell'839 del Principato Longobardo di Salerno, nel 915 la cittadina subì il saccheggio portato dai pirati saraceni alle comunità costiere del Golfo di Policastro.
Conquistato nel 1055 dal normanno Roberto il Guiscardo, il borgo fu ulteriormente fortificato con l'innalzamento del vicino Castellaro di Capitello. Al Guiscardo si deve, inoltre, la costruzione della navata centrale della Cattedrale, poi più volte ampliata nel corso dei secoli. Il Campanile, in particolare, fu edificato nel 1167.
Nel 1152 Policastro era stata dichiarata contea per volere del nipote del Guiscardo, Ruggero II, re di Sicilia. Il Conte di Policastro fu Simone del Vasto.
Alla dominazione Normanna fece seguito quella Angioina, durante la quale Policastro, che aveva ormai assunto notevole importanza, fu ulteriormente fortificata ed il suo porto ampliato.
Tuttavia nel 1287, quando era in corso la guerra del Vespro (1282-1302), gli aragonesi sfondarono la linea difensiva. Nel 1320 Policastro fu nuovamente attaccata e distrutta dalla flotta genovese di Corrado Doria. Nel 1328 essa apparteneva alla celebre famiglia genovese dei Grimaldi.
Nel 1397 la Contea passò alla famiglia Sanseverino, cui si deve la ricostruzione del castello e delle mura portata a termine nel 1455, come documenta un altorilievo posto sulla facciata della Cattedrale.
Nel 1496 la Contea entrò a far parte dei possedimenti della famiglia Carafa della Spina, che ne resterà proprietaria sino alla destituzione della feudalità.
Successivamente Policastro subì due distruzioni ad opera dei pirati turchi: la prima nel 1534 e la seconda nel 1552. Nel corso di quest'ultima invasione fu distrutto il Convento Francescano costruito nel XII secolo, visibile ad oriente dell'abitato. Seguì un lungo periodo di prosperità, durante il quale fu costruito il palazzo Baronale (XVII sec.), che terminò nell'agosto del 1806 quando Policastro fu attaccata dalle truppe francesi. In suo aiuto accorse la flotta inglese, che bombardò il castello in cui i nemici si erano asserragliati.
Durante il periodo fascista, con l'accorpamento dei comuni di Ispani e Santa Marina, Policastro fu una frazione di Capitello (sede comunale capoluogo).

## Economia

### Turismo
Policastro è una località turistica balneare, molto recettiva d'estate, anche per via dei buoni collegamenti ferroviari e stradali e per la qualità delle acque. Numerosi sono anche i campeggi presenti nella zona. Oltre alle attrazioni tipicamente estive, i turisti sono attratti dal complesso archeologico, dalla cinta muraria e dal Monastero Francescano, recentemente ristrutturati, dalla Cattedrale risalente al XIII secolo. La presenza del fiume Bussento, inoltre, fornisce la possibilità di escursioni, sia a piedi che a cavallo, che in canoa.

## Infrastrutture e trasporti
La stazione ferroviaria si trova in paese, sulla linea Napoli-Salerno-Reggio Calabria, ed è molto frequentata d'estate. La stazione ha corse di treni a cadenza oraria, composte da regionali, diretti ed interregionali, principalmente nella tratta Napoli-Cosenza.
A livello stradale Policastro può contare su 2 superstrade a corsia semplice: la variante della SS 517 conduce a Sanza e Padula (al relativo svincolo autostradale Padula-Buonabitacolo sulla A2 Salerno-Reggio Calabria).
Recentemente (2006) è arrivato anche l'allaccio della tratta finale della variante della SS18. Tale strada collega piuttosto celermente Policastro a Vallo della Lucania, Agropoli, Battipaglia e Salerno.